# はがき通信
はがき通信（はがきつうしん）は、事故や病気などで四肢麻痺者となった人々と、その家族、関係者のために隔月発行される情報誌である。
1990年2月1日に第1号が発行され、正式名称は「葉書通信No.1 - 高位頸髄損傷者の通信」である。B4判の紙の表と裏に印刷したシンプルなものである。

## 2020年4月現在のスタッフ
- 編集担当
  - 瀬出井（神奈川県）
  - 藤田（福岡県）
- 広報担当
  - 土田（兵庫県）